# Marcel Bonin
Marcel Bonin (Montreal, Canadá; 8 de septiembre de 1931 – 19 de enero de 2025) fue un jugador de hockey sobre hielo canadiense que jugó doce temporadas con cuatro equipos en la NHL en la posición de ala izquierda y fue ganador de la Copa Stanley en cuatro ocasiones.

## Estadísticas
| 1949–50   | Joliette Cyclones          | QIHL      | —   | —  | —   | —   | —   | —  | —  | —  | —  | —  |
| 1950–51   | Trois-Rivières Flambeaux   | QJHL      | 44  | 30 | 43  | 73  | 73  | 8  | 1  | 6  | 7  | 7  |
| 1950–51   | Shawinigan-Falls Cataracts | QMHL      | 2   | 0  | 1   | 1   | 0   | —  | —  | —  | —  | —  |
| 1951–52   | Quebec Aces                | QMHL      | 60  | 15 | 36  | 51  | 131 | 15 | 4  | 9  | 13 | 32 |
| 1952–53   | Quebec Aces                | QMHL      | 4   | 0  | 2   | 2   | 9   | —  | —  | —  | —  | —  |
| 1952–53   | St. Louis Flyers           | AHL       | 24  | 7  | 23  | 30  | 21  | —  | —  | —  | —  | —  |
| 1952–53   | Detroit Red Wings          | NHL       | 37  | 4  | 9   | 13  | 14  | 5  | 0  | 1  | 1  | 0  |
| 1953–54   | Sherbrooke Saints          | QHL       | 17  | 10 | 11  | 21  | 38  | —  | —  | —  | —  | —  |
| 1953–54   | Edmonton Flyers            | WHL       | 43  | 16 | 33  | 49  | 53  | 13 | 5  | 6  | 11 | 30 |
| 1953–54   | Detroit Red Wings          | NHL       | 1   | 0  | 0   | 0   | 0   | —  | —  | —  | —  | —  |
| 1954–55   | Detroit Red Wings          | NHL       | 69  | 16 | 20  | 36  | 53  | 11 | 0  | 2  | 2  | 4  |
| 1955–56   | Boston Bruins              | NHL       | 67  | 9  | 9   | 18  | 49  | —  | —  | —  | —  | —  |
| 1956–57   | Quebec Aces                | QHL       | 68  | 20 | 60  | 80  | 88  | 10 | 5  | 9  | 14 | 14 |
| 1957–58   | Montreal Canadiens         | NHL       | 66  | 15 | 24  | 39  | 37  | 9  | 0  | 1  | 1  | 12 |
| 1958–59   | Rochester Americans        | AHL       | 7   | 3  | 5   | 8   | 4   | —  | —  | —  | —  | —  |
| 1958–59   | Montreal Canadiens         | NHL       | 57  | 13 | 30  | 43  | 38  | 11 | 10 | 5  | 15 | 4  |
| 1959–60   | Montreal Canadiens         | NHL       | 59  | 17 | 34  | 51  | 59  | 8  | 1  | 4  | 5  | 12 |
| 1960–61   | Montreal Canadiens         | NHL       | 65  | 16 | 35  | 51  | 45  | 6  | 0  | 1  | 1  | 29 |
| 1961–62   | Montreal Canadiens         | NHL       | 33  | 7  | 14  | 21  | 41  | —  | —  | —  | —  | —  |
| Total NHL | Total NHL                  | Total NHL | 454 | 97 | 175 | 272 | 336 | 50 | 11 | 14 | 25 | 51 |

## Logros
- Copa Stanley: 1955, 1958, 1959, 1960
- Apariciones en el NHL All-Star Game: 1954, 1957, 1958, 1959, 1960